# 梨花洞 (鐘路区)
梨花洞（イファドン、朝: 이화동）は、ソウル特別市鐘路区にある行政洞。

## 概要
梨花洞は、鐘路区の南東部に位置している行政洞である。北は同じ鐘路区の恵化洞に接しているが、北東は区境となっており、城北区と接している。南東は同じ区内の昌信3洞、南は鐘路5.6街洞、西は鐘路1.2.3.4街洞にそれぞれ接している。

## 法定洞
管轄の法定洞は以下のとおりである。
- 梨花洞 （イファドン、이화동）
- 蓮建洞 （ヨンゴンドン、연건동）
- 東崇洞 （トンスンドン、동숭동）